# مارشال بلوملي
مارشال بلوملي (بالإنجليزية: Marshall Plumlee) مواليد 14 يوليو 1992 في ويست لافاييت، هو لاعب كرة سلة أمريكي سابق. بدأ مسيرته الاحترافية في سنة 2016. لعب مع نيويورك نيكس في الرابطة الوطنية لكرة السلة كلاعب وسط. حمل الرقم 40. يبلغ طوله 7 قدم 0 بوصة (2.1 م).

## روابط خارجية
- مارشال بلوملي على موقع الاتحاد الدولي لكرة السلة (الإنجليزية)
- مارشال بلوملي على موقع إن بي أي (الإنجليزية)
- مارشال بلوملي على موقع سبورتس رفرنس (الإنجليزية)
- مارشال بلوملي على موقع كرة السلة الأوروبية.كوم (الإنجليزية)
- مارشال بلوملي على موقع DraftExpress.com (الإنجليزية)
- مارشال بلوملي على موقع إي إس بي إن.كوم (الإنجليزية)
- مارشال بلوملي على موقع كلية كرة السلة في سبورتس رفرنس.كوم (الإنجليزية)
- مارشال بلوملي على موقع ريلجم (الإنجليزية)
- مارشال بلوملي على موقع بروبوليرز (الإنجليزية)
- مارشال بلوملي على موقع سبورتس رفرنس (الإنجليزية)